# نظرية المساحة المتوفرة
في علم النبات، نظرية المساحة المتوفرة (بالإنجليزية : Available space theory)، والتي تعرف أيضًا باسم نظرية المساحة المتوفرة الأولى، هي نظرية تُستخدم لتفسير السبب وراء وجود أنماط مختلفة للأوراق على السيقان في غالبية النباتات. تقول النظرية بأن مكان الورقة الجديدة على ساق النبات يتحدد وفقًا للمساحة المتوفرة بين الأوراق الموجودة. بمعنى آخر، يرتبط مكان الورقة الجديدة على أحد سيقان النباتات النامي مباشرة بحجم المساحة المتوفرة بين الورقتين السابقتين. ولقد افترض العالمان سنو (Snow) و سنو (Snow) في عام 1947 أن أوراق النبات تخرج في أول مساحة خالية تجدها على الساق، وذلك اعتمادًا على الأفكار التي قدمها هوفمايستر (Hoffmeister) في عام 1868 .